# Les Passagers (film, 1999)
Pour plus de détails, voir Fiche technique et Distribution.
Les Passagers est un film français de Jean-Claude Guiguet sorti en 1999.

## Synopsis
Ce film est un récit imaginé à partir de la vie quotidienne des voyageurs qui empruntent le nouveau tramway entre Saint-Denis et Bobigny.

## Fiche technique
- Titre : Les Passagers
- Réalisation : Jean-Claude Guiguet
- Scénario : Jean-Claude Guiguet
- Musique préexistante : Léo Ferré (Spleen)
- Production : Little Bear (coproduction), Lancelot Films (coproduction), Centre National de la Cinématographie (CNC) (participation), Canal+ (participation), La Communauté Urbaine de Strasbourg (participation)
- Pays d'origine :  France
- Format : couleurs - 1:1,66 - son Dolby Surround - 35mm
- Genre : comédie dramatique
- Durée : 93 minutes
- Date de sortie : 2 juin 1999
- Lieu(x) de tournage : en partie à Strasbourg

## Distribution
- Fabienne Babe : Anna
- Philippe Garziano : Pierre
- Bruno Putzulu : David
- Stéphane Rideau : Marco
- Gwenaëlle Simon : Isabelle
- Véronique Silver : la narratrice
- Marie Rousseau : Christine, la fille de la narratrice
- Jean-Christophe Bouvet : le voyageur loquace
- Jean-Frédéric Ducasse :le voyageur irascible/le podologue
- Ingrid Bourgoin : la solitaire au cimetière
- Isabelle Gruault : Lise
- Thierry de Froidcourt : Michel
- Sébastien Charles : Raoul, le garçon à la piscine
- Charlotte de Foras : la Princesse
- Sonia Hell : la voyageuse au sac
- Aline Lecomte : la vieille carne
- Margot Lefebvre : la chanteuse
- Isabelle Legueurlier : la danseuse
- Cécile Mazan : la voyageuse rousse
- Rébecca Simsolo : la petite Gitane
- Laurent Aduso : le malade
- Emmanuel Bolève : le jeune homme au bouquet
- Jean-Paul Bordes : le prêtre
- Serge Bozon : le voyageur séduisant
- Serge Feuillard : le DRH des Litanies
- Sélou Keita : le maître nageur
- Dany Klocher : le voisin
- Jean-Philippe Labadie : le fétichiste
- Frédéric Merlo : le contrôleur
- Thomas Badek
- Fabrice Barbaro
- Yasmine Belmadi
- Eugène Berthier
- Marie-Christine Damiens
- Jean-Claude Moireau
- Chloé Mons
- Françoise Sage

## Festival
- Sélection officielle au Festival de Cannes 1999, catégorie Un certain regard.